# سمنان (محافظة)

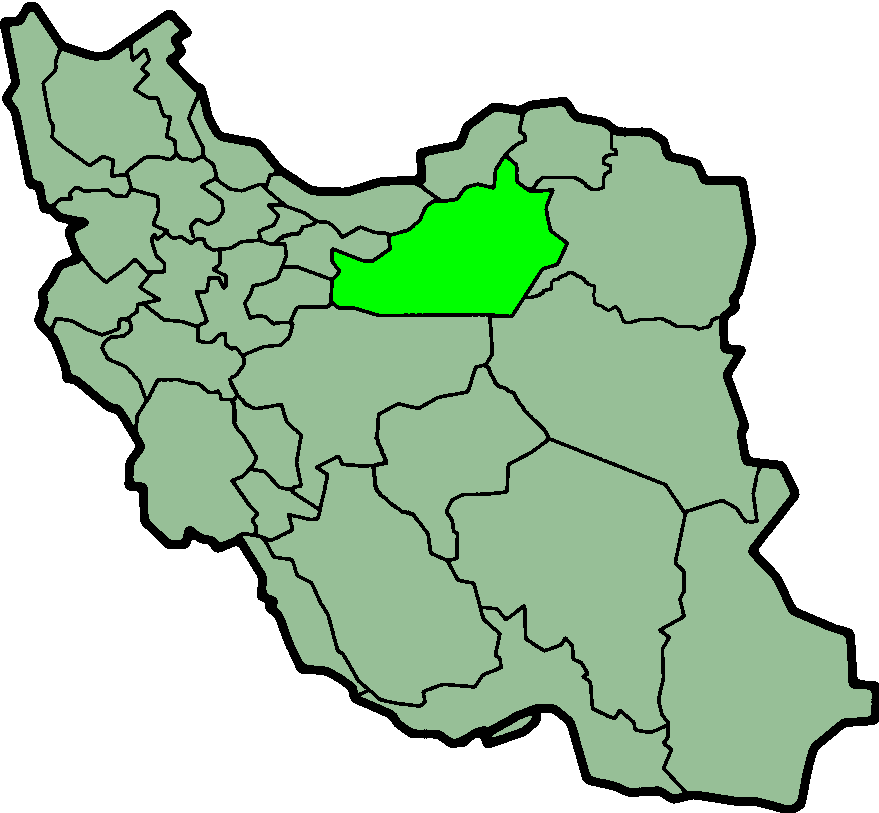

محافظة سمنان هي إحدى محافظات إيران الأحدی والثلاثين. تقع شمالي البلاد وعاصمتها مدينة سمنان. تقع المحافظة على امتداد سلسلة جبال ألبرز وتحدها صحراء كوير من الجنوب. مساحتها تقارب الـ96,816 كم مربعا. وفقا لتعداد عام 2016 م، تخطى عدد سكان المحافظة 702.360 نسمة.
تشمل مقاطعات المحافظة: مقاطعة سمنان، مقاطعة أرادان، مقاطعة دامغان، مقاطعة شاهرود، مقاطعة مهديشهر، مقاطعة ميامى، مقاطعة سورخه ومقاطعة جرمسار. في عام 1996 ، كان عدد سكان المحافظة حوالي 501.000 نسمة (631.218 في عام 2011) ، وفي عام 2005 كان عدد سكان مدينة سمنان (عاصمة المحافظة) 119778 نسمة، بينما بلغ عدد سكان مدينة شاهرود 231831 نسمة، والتي تمثل أكبر مدينة في هذه المحافظة.
تقع محافظة سمنان على المنحدرات الجنوبية لسلسلة جبال البرز. ويقل ارتفاع المحافظة من الشمال إلى الجنوب حتى تصل إلى الصحراء. تبلغ مساحة هذه المحافظة 96000 كيلومتر مربع وتشكل 5.6٪ من مساحة إيران.

## السكان
حسب إحصائية عام 2016، كان عدد سكان المحافظة 702،000 نسمة، منهم 356،000 من الرجال و346،000 من النساء. كانت الكثافة السكانية النسبية في نفس العام 2.7 شخص لكل كيلومتر مربع. محافظة سمنان لديها أقل كثافة سكانية نسبية في إيران. ومن المثير للاهتمام أن هذه المقاطعة الشاسعة تضم أقل من 1٪ من سكان البلاد.

## مدن ومقاطعات
تضم المحافظة حاليًا 8 مقاطعات و20 مدينة و15 منطقة و31 قرية.
وتشمل مقاطعات هذه المحافظة: 1- سمنان 2- شاهرود 3- دامغان 4- جرمسار 5- مهدي شهر
```
6- سرخة 7- ميامي 8- أرادان.
```

| الخريطة | مقاطعة   | مفتاح الخريطة | منطقة   | مركز |
| --- | -------- | ------------- | ------- | ---- |
| |          |               |         |      |
| مقاطعة دامغان | D        | مركز          | دامغان  |      |
| مقاطعة دامغان | a        | أمير أباد     | دامغان  |      |
| جرمسار | G        | مركز          | جرمسار  |      |
| جرمسار | a        | أرادان        | جرمسار  |      |
| جرمسار | e        | إيوانكي       | جرمسار  |      |
| مهديشهر | m        | مركز          | مهديشهر |      |
| مهديشهر | شهميرزاد |               | مهديشهر |      |
| سمنان | S        | مركز          | سمنان   |      |
| سمنان | s        | سورخة         | سمنان   |      |
| شاهرود | Sh       | مركز          | شاهرود  |      |
| شاهرود | bd       | بيرجند        | شاهرود  |      |
| شاهرود | bm       | ميامي         | شاهرود  |      |
| شاهرود | m        | بسطام         | شاهرود  |      |
| المحافظات المجاورة: E: أصفهان, G: جلستان, M: مازندران, NKh: الخراسان الشمالي, Q: قم, RKh: الخراسان الرضوي, T: طهران, Y: يزد |          |               |         |      |

## الجغرافيا
تنقسم المحافظة إلى منطقتين: منطقة جبلية وسهول عند سفح الجبال. يوفر الأول نطاقًا للأنشطة الترفيهية بالإضافة إلى كونه مصدرًا للمعادن، بينما يشمل الأخير بعض المدن القديمة في إيران حيث كانت إحدى عواصم الإمبراطورية البارثية موجودة هناك. في سمنان، الناس لديهم لغة محلية مع كلمات خاصة ولغة عامية. أساس هذه اللغة التي اشتقت منها هي اللغة البهلوية، واللغة القديمة من البارثية. وتجاور المحافظة جلستان ومازندران من الشمال وطهران وقم من الغرب وأصفهان من الجنوب وخراسان رضوي من الشرق.

## التاریخ
يمكن تقسيم سمنان إلى ستة عشر قطاعا من أيام أفستا القديمة. في العصر الوسيط والأخميني ، كانت تمثل واحدة من أكبر مقاطعات الإمبراطوريات ، وهي اليوم تتوافق تقريبًا مع حدود منطقة بارثيا القديمة. خلال العصر الإسلامي ، كانت سمنان جزءًا من منطقة جوميس أو كوميش التاريخية ، ومهد طريق الحرير طريقه من وسط هذه المنطقة. وغني عن القول أن المقاطعة شهدت حروبًا عديدة. تسرد منظمة التراث التاريخي الثقافي لإيران 470 موقعًا للتراث التاريخي والثقافي مثل القصور والحصون والقلاع والقوافل وأب الأنبار والمقابر في سمنان. بالإضافة إلى ذلك ، هناك العديد من الأماكن الدينية والمقدسة أيضًا.

## أعلام
- منوتشهري
- أبو الحسن الخرقاني
- محمود أحمدي نجاد
- حسن روحاني